# Luque (Argentinië)
Luque is een plaats in het Argentijnse bestuurlijke gebied  Río Segundo in de provincie Córdoba. De plaats telt 5.242 inwoners.